# Тайна жёлтого куста
«Та́йна жёлтого куста́» — короткометражный мультипликационный фильм, выпущенный в 1982 году. Мультфильм снят в рамках пропаганды здорового образа жизни и отказа от табакокурения подростками.

## Сюжет
Агитплакат против детского курения. Мультфильм рассказывает о весёлых зверятах — учениках лесной школы. А в ней, как и в любой школе, есть и отличники и бездельники. Отличник Лисёнок, связавшись с плохой компанией — хулиганами Волчонком и Барсучонком, стал двоечником. Папа Лис в недоумении, ведь его детёныш не так давно без подсказки наизусть читал все сказки, а сейчас уча урок, Лисёнок не может запомнить и пару строк. Да и в спорте у него дела стали неважны. Тайна столь плачевных изменений открылась на уроке физкультуры, когда Лисёнок не смог пробежать стометровку и упал в обморок, и перепуганный тренер вызвал «скорую». Приехавший по вызову доктор Дятел определил причину всех бед Лисёнка. Тайна крылась в ветвях жёлтого куста, где Лисёнок курил сигареты со своими новоиспечёнными «друзьями».

## Создатели
| Автор сценария             | Пётр Фролов |
| Текст песни                | Генрих Сапгир |
| Кинорежиссёр               | Борис Бутаков |
| Художники-постановщики     | Гелий Аркадьев, Светлана Скребнёва |
| Кинооператор               | Михаил Друян |
| Композитор                 | Ираклий Габели |
| Звукооператор              | Борис Фильчиков |
| Монтажёр                   | Галина Смирнова |
| Редактор                   | Татьяна Папорова |
| Художники-мультипликаторы: | Владимир Захаров, Наталия Богомолова, Марина Рогова, Виталий Бобров, Антонина Алёшина                                                                    |
| Ассистент режиссёра        | Ольга Апаносова |
| Художники:                 | Николай Митрохин, Александр Сичкарь, Ирина Светлица, М. Брауде                                                                                           |
| Роли озвучивали:           | Светлана Харлап, Нина Дробышева, Зинаида Нарышкина — Сова-учительница, Всеволод Ларионов — Папа Лис, доктор Дятел, Мария Виноградова — Лисёнок, Волчонок |
| Директор съёмочной группы  | Нинель Липницкая |

## Релиз на видео
В 1980-е годы в СССР мультфильм распространялся в сборнике мультфильмов на видеокассетах VHS в системе SECAM, в 1990-е годы — PAL.